# Andrzej Niedzielan
Andrzej Zbigniew Niedzielan est un actuel footballeur polonais né le 27 février 1979 à Żary. Il évolue au poste d'attaquant.

## Carrière
- 2000-2001 :  Zagłębie Lubin
- 2001 :  Chrobry Głogów
- 2001- janv. 2002 :  Zagłębie Lubin
- janv. 2002-2003 :  Górnik Zabrze
- 2003- janv. 2004 :  Dyskobolia
- janv. 2004-2007 :  NEC Nimègue
- 2007-2009 :  Wisła Cracovie
- 2009-2010 :  Ruch Chorzów
- 2010-2011 :  Korona Kielce
- 2011- janv. 2012 :  Cracovia
- janv. 2012-2014 :  Ruch Chorzów[1]

## Palmarès
- Champion de Pologne : 2008, 2009
- Finaliste de la Coupe de Pologne : 2012